# 후아니토 고메스 탈레브
후안 이그나시오 고메스 탈레브(스페인어: Juan Ignacio Gomez Taleb, 1985년 5월 20일 ~ )는 후아니토(Juanito)라고도 알려진 아르헨티나의 축구 선수다. 2005-2006 시즌 트리에스티나에서 세리에 B 데뷔전을 치렀다. 2010-2011 시즌 구비오에서 18골을 넣으며 63년만에 첫 세리에 B 승격을 하는데 큰 기여를 했다.
2008년 겨울 이적 시장에서 베로나는 트리에스티나에게서 그의 공동소유권 절반을 8만 유로에 구입하였다. 2009년 6월 트리에스티나는 후아니토에 대한 나머지 50% 소유권을 베로나에게 어떠한 이적료를 받지 않고 포기하였다.